# Portrait de Costanza Alidosi
Le Portrait de Costanza Alidosi – en italien Ritratto di Costanza Alidosi – est un tableau réalisé vers 1594 par la peintre italienne Lavinia Fontana. De format vertical, cette huile sur toile est un portrait de Costanza Alidosi assise dans un fauteuil rouge, un petit chien sur ses cuisses. Don de Wallace et Wilhelmina Holladay, l'œuvre est conservée au National Museum of Women in the Arts, à Washington, aux États-Unis.

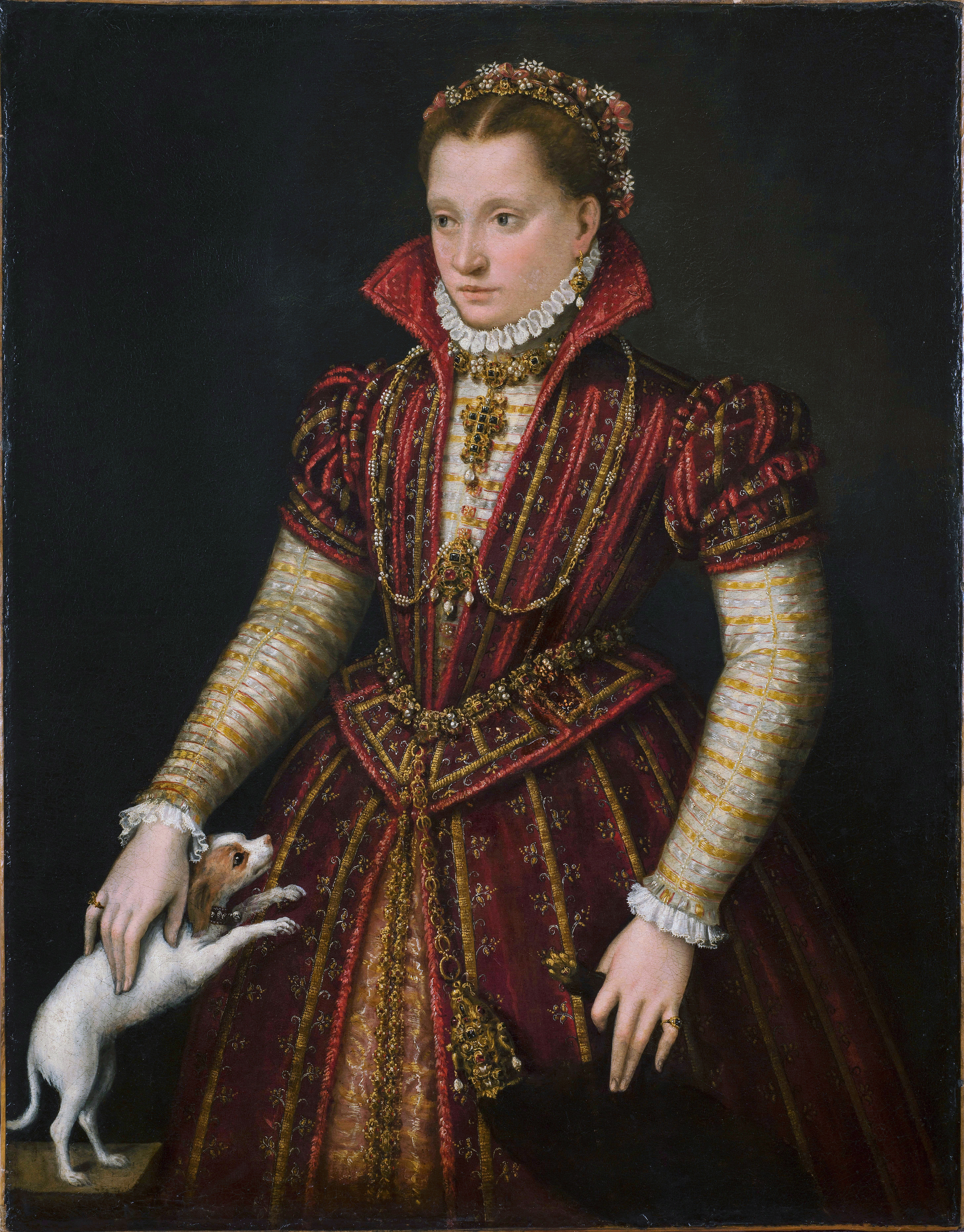
Portrait d'une noble dame, vers 1589 – National Museum of Women in the Arts, Washington.
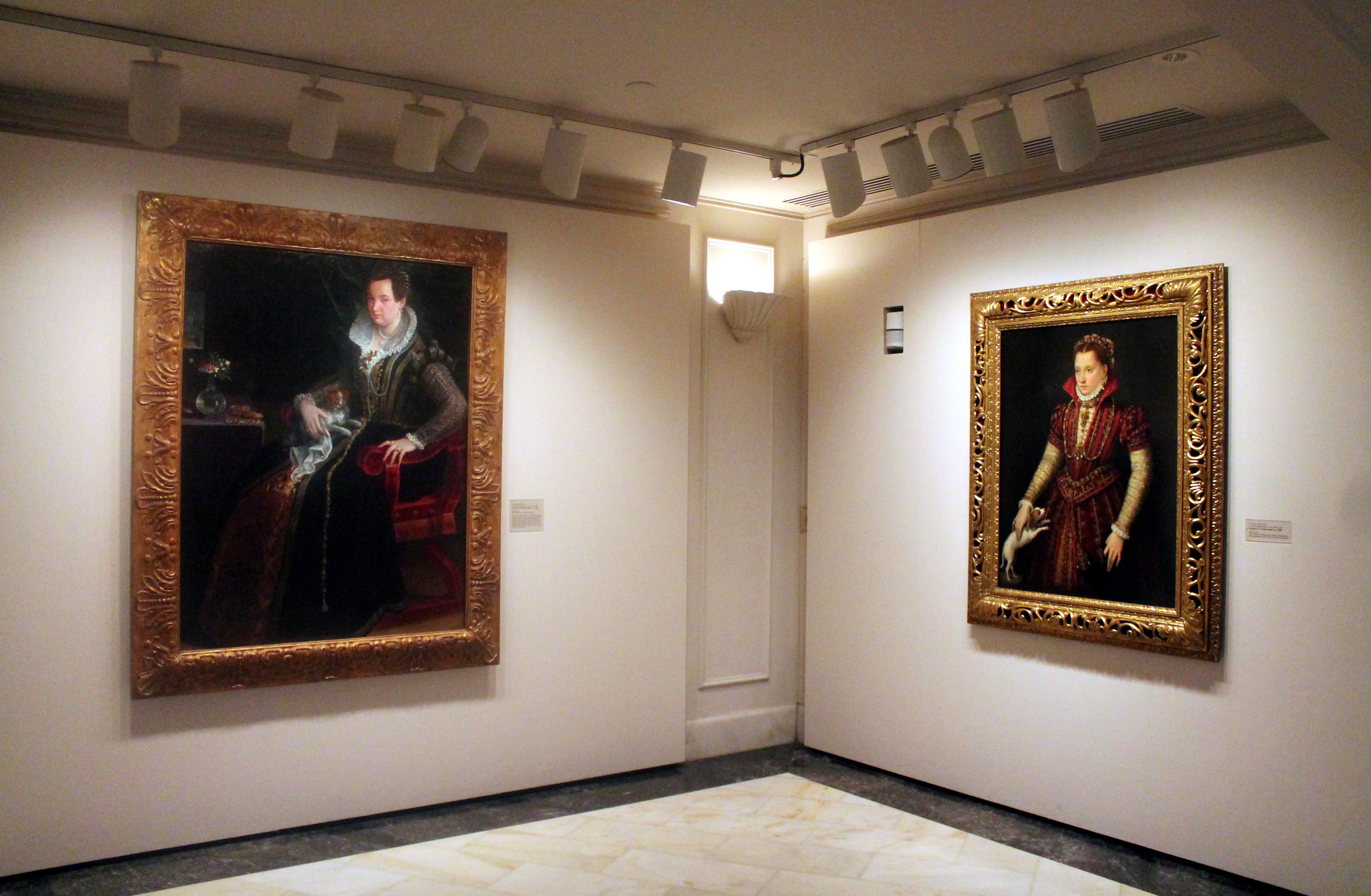
Le Portrait de Costanza Alidosi et le Portrait d'une noble dame accrochés au National Museum of Women in the Arts.